# Поремби (Здунськовольський повіт)
Поремби (пол. Poręby) — село в Польщі, у гміні Здунська Воля Здунськовольського повіту Лодзинського воєводства.
Населення — 190 осіб (2011).
У 1975-1998 роках село належало до Серадзького воєводства.

## Демографія
Демографічна структура станом на 31 березня 2011 року:
|          | Загалом | Допрацездатний вік | Працездатний вік | Постпрацездатний вік |
| -------- | ------- | ------------------ | ---------------- | -------------------- |
| Чоловіки | 98      | 18                 | 70               | 10                   |
| Жінки    | 92      | 15                 | 59               | 18                   |
| Разом    | 190     | 33                 | 129              | 28                   |